# GUT (banda)
Gut é uma banda de grindcore da Alemanha, freqüentemente considerada como a pioneira do pornogrind.

## Membros
- Torturer of Lacerated and Satanic Tits - guitarra, voz
- Organic Masturbator of 1000 Splatter Whores - bateria, voz
- Spermsoaked Consumer of Pussy Barbecue - voz, programação

## Discografia

### Demos
- 1991 - Drowned in Female Excrements

### Álbuns
- 1995 - Odour of Torture
- 2006 - The Cumback

### EP's
- 1992 - Spermany's Most Wanted 7"
- 1994 - Hyper-Intestinal Vulva Desecration 7"
- 1995 - Assyfied/Pussyfied 7"
- 2006 - Pimps of Gore 7"

### Splits
- 1994 - Gut/Retaliation
- 1994 - Gut/Morphea
- 1994 - Gut/Gore Beyond Necropsy
- 1994 - Gut/Brain Damage
- 1995 - Gut/Dead
- 1995 - Gut/Nuke
- 2006 - Gut/Rompeprop
- 2006 - Gut/Gonorrhea Pussy
- 2007 - Gut/Distorted Impalement